# 13-та зенітна дивізія (Третій Рейх)
13-та зенітна дивізія (Третій Рейх) (нім. 13. FlaK-Division) — зенітна дивізія Вермахту, що діяла протягом Другої світової війни у складі Повітряних сил Третього Рейху.

## Історія
13-та зенітна дивізія була створена 16 січня 1942 року під керівництвом генерал-майора Гастона фон Хаулін-Егерсберга в місті Борегар поблизу Кана на території окупованої Франції. На початку 1943 року, тепер під керівництвом Теодора Шпіса, 13-й зенітній дивізії була підпорядкована 5-та зенітна бригада (Ренн) і 12-та зенітна бригада (Сент). Основним завданням бригад була охорона тамтешніх центрів озброєння та прикриття від ударів з повітря об'єктів інфраструктури Люфтваффе.
1 липня 1944 року 13-та зенітна дивізія була підпорядкована командуванню Люфтваффе «Захід», маючи у своєму складі наступні частини:
- 15-й зенітний полк (Ренн)
- 30-й зенітний полк (Шербур)
- 100-й зенітний полк (Гавр)
- управління ППО на Ла-Манші (на Гернсі)

Після висадки союзників у Нормандії та бої, що відбулися за цим, війська вермахту почали поступовий відхід з території окупованої Франції. Наприкінці серпня 1944 року 13-та зенітна дивізія перемістилася на свій новий командний пункт поблизу Страсбурга. До того часу дивізія збила свій 1000-й літак противника і 26 серпня 1944 року була відзначена у Вермахтберіхті.
З жовтня 1944 року дивізія забезпечувала протиповітряне прикриття значної ділянки території від швейцарського кордону до північного Ельзасу. Станом на 1 листопада 1944 р. дивізії підпорядковувалися:
- 1-й зенітний полк FAS I
- 18-й зенітний полк
- 85-й зенітний полк
- 89-й зенітний полк

До грудня 1944 року командний пункт дивізії тричі передислокувався: 8 листопада до Генфельда, 22 листопада до Селести і нарешті до Бісайму. Наприкінці грудня дивізія мала у своєму складі 25 важких, 20 середніх та легких зенітних батарей, а також роту димових завіс. До 20 березня 1945 року зенітна дивізія складалася з 88-го зенітного полку та 130-го зенітного полку. Відтоді вищезазначені полки були відокремлені. 21 квітня 1945 року, дивізія з двома полками перебувала в районі 7-ї армії. Ситуація в останні дні війни стала ще більш неясною, коли 27 квітня командний пункт дивізії був або в Пльзені, або в Вельхау.

## Райони бойових дій
- Франція (лютий 1942 — листопад 1944);
- Німеччина (листопад 1944 — травень 1945).

## Командування

### Командири
- генерал-лейтенант Гастон фон Хаулін-Егерсберг (1 лютого — 1 липня 1942);
- генерал-лейтенант Теодор Шпісс (1 липня 1942 — 1 березня 1944);
- генерал-майор Макс Шаллер (1 березня — 1 жовтня 1944);
- генерал-майор Адольф Вольфф (нім. Adolf Wolff) (2 жовтня 1944 — 8 травня 1945).

### Підпорядкованість
| Час       | Корпус        | Командування/Флот              | Штаб                     |
| --------- | ------------- | ------------------------------ | ------------------------ |
| 1942      |               |                                |                          |
| 16 січня  |               | Люфтгау «Західна Франція»      | Північно-Західна Франція |
| 1943      |               |                                |                          |
| 1 січня   |               | Люфтгау «Західна Франція»      | Північно-Західна Франція |
| 1944      |               |                                |                          |
| 1 січня   |               | Люфтгау «Західна Франція»      | Північно-Західна Франція |
| 30 серпня | IV корпус ППО | Командування Люфтваффе «Захід» | Ельзас-Лотарингія        |
| 1945      |               |                                |                          |
| 1 січня   | IV корпус ППО | Командування Люфтваффе «Захід» | Фрайбург                 |